# フィリングイン

中央のドットを何秒間も着実に固定すると、周辺の環が薄くなり、背景の色やテクスチャに置き換わる

フィリングイン（英：Filling-in）とは、生理学的な盲点や、自然・人工暗点において損なわれた情報を補完する現象である。通常の視覚の分析においても、同様の補完メカニズムが存在する証拠がある。知覚の古典的な実証例としては、片目で見たときの盲点の補完や、特殊なレンズやある安定した固定状態を利用して網膜上に安定された画像が挙げられる。例えば、片目でものを見るとき、盲点に当たる部分は視野における穴とはならず、周囲の視野の状況によって「フィリングイン」された内容が認識される。盲点領域の中心から外側に向かってテクスチャ刺激を用意すると、連続したテクスチャが知覚される。この部分的に推論された知覚は、逆説的に、外部入力に基づく知覚よりも信頼性が高いと考えられる（Ehinger et al. 2017）。
2つ目のタイプは、完全に安定した刺激に関する例である。刺激の色や明るさがフェードアウトして見えなくなり、代わりに周囲の色や明るさで補完される。定常的な固定の下でのフェードアウトの有名な例として、Troxler's fadingがある。表面の見かけの色や明るさを決定するのに、エッジが同様の充填メカニズムによって中心的な役割を果たしていることが一般的に認められている。しかし、その影響がどのように行われるのかは、まだはっきりしていない。補完現象を説明するために、2つの異なる理論が提唱されている。
一つの理論は、Von der Heydt, Friedman et al.（2003）によって定義された"isomorphic filling-in theory"と呼ばれるものである。この理論においては、知覚は、一般的に網膜上に配置された二次元のニューロン配列に保持された画像表現に基づいており、そこにおいて色信号は、輪郭活動によって形成された境界を除きすべての方向に広がる、と仮定している。
Isomorphic filling-in theoryによると、色は、受容野が表面を向いている細胞の活動によって表現されるが、これらの細胞は、表面の活動を抑制する傾向のある横方向の抑制メカニズムにもかかわらず、また求心性信号の一時的な性質にもかかわらず、その活動レベルを高く維持するために、水平方向の接続を通じて追加の活性化を受けると想定される。横方向の活性化は、コントラストの境目にある受容野からもたらされる。これらの信号は、受容野がコントラストにさらされているために強く、また、境界が固定中でも小さな残余眼球運動により連続的な光変調を生じるために信頼性が高い。もう一つの象徴的な仮説では、活動の広がりはないが、すべての情報は関連する特徴によって運ばれ、その特徴にはそれを囲む表面のコントラスト極性、色、明るさの情報がタグ付けされることになる。この2つの異なるモデルを心理物理学的、生理学的な実験で検証しようとする多くの試みにもかかわらず、色や明るさのフィリングインのメカニズムについてはいまだに議論がなされている。